# Piovera
Piovera je italská obec v provincii Alessandria v oblasti Piemont.
K 31. prosinci 2011 zde žilo 836 obyvatel.

## Sousední obce
Alessandria, Alluvioni Cambiò, Montecastello, Rivarone, Sale